# موسم الرجال (فلم)
موسم الرجال فيلم تونسي أخرجته مفيدة التلاتلي عام 2000.

## روابط خارجية
- مقالات تستعمل روابط فنية بلا صلة مع ويكي بيانات